# Bistum Wizebsk
Das Bistum Wizebsk (lateinisch Dioecesis Vitebscensis, belarussisch Віцебская дыяцэзія Wizebskaja dyjazesija) der römisch-katholischen Kirche wurde am 13. Oktober 1999 gegründet und hat seinen Sitz in Wizebsk in Belarus.

## Bischöfe
- Władysław Blin (13. Oktober 1999 – 25. Februar 2013), emeritiert
- Aleh Butkewitsch (seit 29. November 2013)

## Kathedrale
Hauptkirche des Bistums ist seit 2011 die Kathedrale des Barmherzigen Jesus. Mit dem Bau wurde 2004 begonnen und 2009 wurde die Kirche geweiht. Bis 2011 war die Kirche St. Barbara Kathedrale des Bistums.